# Los Gigantes
Los Gigantes è una frazione del comune di Santiago del Teide, sull'isola spagnola di Tenerife, nell'Oceano Atlantico.
La sua caratteristica principale sono le gigantesche scogliere, note come Acantilados de Los Gigantes, che si innalzano dal mare fino a un'altezza di 500-800 metri e sono una delle maggiori attrazioni turistiche dell'isola.
La città ha un porto turistico circondato da muri di cemento per smorzare l'effetto del mare mosso nella zona. Tra gli scogli e il porticciolo si trova la piccola spiaggia di sabbia nera chiamata Playa de Los Guios.